# Státní znak Bangladéše
Státní znak Bangladéše (úředním názvem Bangladéšské lidové republiky) je tvořen leknínem, který je ze dvou stran ohraničen rýžovými snopy. Nad leknínem jsou čtyři hvězdy a tři spojené listy jutovníku. Čtyři hvězdy představují čtyři základní principy, které byly původně zakotveny v první ústavě Bangladéše v roce 1972: nacionalismus, sekularismus, socialismus a demokracie. Znak byl přijat v roce 1972.

## Galerie

Státní znak Bengálského předsednictví
Prezidentská pečeť
Pečeť předsedy vlády